# Otevřený časopis
Otevřené časopisy (open access časopisy) jsou vědecké a odborné časopisy volně dostupné na základě tzv. „otevřeného přístupu“ (Open Access).
Otevřeným přístupem k literatuře se podle buďapešťské iniciativy Open Access myslí: „volná dostupnost ve veřejné části internetu, dovolující uživatelům číst, stahovat, kopírovat, distribuovat, tisknout, prohledávat a odkazovat na plné texty článků“ a dále „používat je […] bez finančních, právních nebo technických omezení“.
Publikování v otevřených časopisech (způsob označovaný jako „zlatá cesta Open Access“) je pro autory jednou ze dvou možností, jak publikovat v rámci otevřeného přístupu. Tou druhou je autoarchivace v open access repozitářích (tzv. „zelená cesta Open Access“).
Zpravidla se kvalita časopisů stejně jako u komerčních zdrojů zakládá na recenzním řízení. OA časopisy obvykle nevyžadují výhradní autorská práva. Autor článků pouze poskytuje nevýhradní licenci k publikování a svůj článek může tak i nadále publikovat v jiných časopisech nebo je ukládat do repozitářů.

## Nekomerční a komerční open access časopisy
Open access časopisy se dělí do dvou skupin:
1. Nekomerční časopisy – jsou bezplatné jak pro čtenáře, tak pro autory. Náklady na publikování, recenzní řízení, zpřístupnění a archivaci hradí třetí strana, např. vědecká instituce, granty, sponzoři.
2. Komerční časopisy – zůstávají bezplatné pro čtenáře. Náklady spojené s publikací článku však hradí autor nebo jeho sponzor či instituce, kde autor působí. Cena za jeden článek se pak pohybuje v rozmezí 700–3500 USD, dle výše nákladů a prestiže časopisu, v němž se publikuje.

Mezi těmito dvěma krajními skupinami existuje celá řada kompromisních řešení a alternativ, k nejčastěji používaným patří tzv. "hybridní model publikování", kdy má autor článku možnost zaplatit vydavateli komerčního časopisu poplatek za volné zpřístupnění svého článku. Takový časopis pak může obsahovat jak články dostupné pouze předplatitelům, tak články volně přístupné. Mezi existující příklady hybridního modelu patří např.: Open Choice, Cambridge Open Option (Cambridge University Press) a Elsevier Policy on Sponsored Articles. Informace o poplatcích lze najít na portálu Directory of Open Acess Journals.
Dalším často užívaným způsobem publikování jsou OA časopisy s pozdrženým přístupem, které umožňují volný přístup k článkům po uplynutí určitého předem stanoveného časového úseku, embarga.